# Dewey Tomko
Duane „Dewey“ Tomko (* 31. Dezember 1946 in Glassport, Pennsylvania) ist ein früherer US-amerikanischer Pädagoge und späterer professioneller Pokerspieler. Er ist dreifacher Braceletgewinner der World Series of Poker, seit 2008 Mitglied der Poker Hall of Fame und wurde 2019 als einer der 50 besten Spieler der Pokergeschichte genannt.

## Pokerkarriere

### Werdegang
Tomko begann im Alter von 16 Jahren professionell Poker zu spielen, um sich seine Ausbildung zu finanzieren. Er spielte dabei in Bars, die Billardtische anboten. Später wurde Tomko Kindergärtner, spielte dabei jedoch oft die ganze Nacht Poker und erkannte bald, dass das Kartenspiel profitabler war als sein Hauptberuf.
Tomko nahm ab 1974 jedes Jahr an der World Series of Poker (WSOP) in Las Vegas teil. Dort gewann er 1979 sein erstes Bracelet in der Variante No Limit Hold’em und ließ 1984 zwei weitere Bracelets in Pot Limit Omaha und Deuce to Seven Draw folgen. Des Weiteren wurde er sowohl 1982 als auch 2001 Zweiter im Main Event, dem Hauptturnier der Serie. 2001 verlor er die finale Hand gegen Carlos Mortensen mit der besten Starthand, die aus zwei Assen besteht. Dafür erhielt Tomko das höchste Preisgeld seiner Pokerkarriere von knapp 1,1 Millionen US-Dollar. Ebenfalls Zweiter wurde er Mitte Dezember 2003 beim Main Event der World Poker Tour im Hotel Bellagio am Las Vegas Strip, was ihm rund 550.000 US-Dollar einbrachte. 2008 wurde er in die Poker Hall of Fame aufgenommen. Seine bis dato letzte Live-Geldplatzierung erzielte er bei der WSOP 2010. Im Rahmen der 50. Austragung der World Series of Poker wurde Tomko im Juni 2019 als einer der 50 besten Spieler der Pokergeschichte genannt.
Insgesamt hat sich Tomko mit Poker bei Live-Turnieren knapp 5 Millionen US-Dollar erspielt. Er wohnt in Winter Haven, ist verheiratet und hat drei Kinder.

### Braceletübersicht
Tomko kam bei der WSOP 45-mal ins Geld und gewann drei Bracelets:
| Jahr | Buy-in (in $) | Turnier             | Teilnehmer | Preisgeld (in $) |
| ---- | ------------- | ------------------- | ---------- | ---------------- |
| 1979 | 01.500        | No Limit Hold’em    | 97         | 048.000          |
| 1984 | 05.000        | Pot Limit Omaha     | 22         | 135.000          |
| 1984 | 10.000        | Deuce to Seven Draw | 21         | 105.000          |